# Bazyli (Kudsaja)
Bazyli, imię świeckie Fadel George Kodseie (ur. 1976 w Latakii) – syryjski duchowny prawosławny, od 2017 metropolita Australii, Nowej Zelandii i Filipin.